# Waci Gbe jezik
Waci Gbe jezik (ISO 639-3: wci; ouatchi, wachi, waci, waci-gbe, watyi), nigersko-kongoanski jezik iz Togoa i Benina kojim govori oko 476 000 ljudi, poglavito u Togou 366 000 (1991) i 110 000 u Beninskoj provinciji Mono (Johnstone 1993). Glavna središta u Togou su mu Vogan, Tabligbo i Attitigon. 
Uz svoj jezik u upotrebi su i éwé [ewe] ili francuski [fra]

## Vanjske poveznice
- Ethnologue (14th)
- Ethnologue (15th)